# روث ويلكينسون
روث ويلكينسون (بالإنجليزية: Ruth Wilkinson)‏ هي مؤرخة نيوزيلندية، ولدت في 8 فبراير 1901 في روتوروا في نيوزيلندا، وتوفيت في 14 ديسمبر 1985 في كامبريدج في نيوزيلندا.